# Ny2 Columbae
Ny2 Columbae ( ν2 Columbae, förkortat Ny2 Col,  ν2 Col) som är stjärnans Bayerbeteckning, är en ensam stjärna belägen i norra delen av stjärnbilden Duvan. Den har en skenbar magnitud på 5,31. och är synlig för blotta ögat där ljusföroreningar inte förekommer. Baserat på en årlig parallaxförskjutning på 24,51 mas, beräknas den befinna sig på ett avstånd av 133 ljusår (41 parsek) från solen. 

## Egenskaper
Ny2 Columbae är en huvudseriestjärna av typ F och av spektralklass F5 V, Stjärnan har en uppskattad massa som är 1,65 gånger solens massa och en radie som är 1,6 gånger solens radie. Den avger omkring 10 gånger mer energi än solen från dess yttre atmosfär vid en effektiv temperatur på 6 473 K. Emission av röntgenstrålning har detekterats från stjärnan med en uppskattad styrka på 1,6×1022 W.
Ny2 Columbae är ca 1,8 miljarder år gammal och roterar med en projicerad rotationshastighet på 27,2 km/s.